# Alcohol Fueled Brewtality
Alcohol Fueled Brewtality Live!! +5 es un álbum en vivo de la agrupación estadounidense Black Label Society, grabado el 28 de octubre de 2000 en Los Ángeles y publicado el 16 de enero de 2001. El disco número dos contiene cinco nuevas canciones en estudio. Es el primer álbum de la banda con el baterista Craig Nunenmacher.

## Lista de canciones
Todas escritas por Zakk Wylde, excepto donde se indique.

Todas las canciones escritas y compuestas por Zakk Wylde, except where noted. 
| Disco uno |                                                                                 |          |  |
| N.º       | Título                                                                          | Duración |  |
| 1.        | «Low Down»                                                                      | 5:23     |  |
| 2.        | «13 Years of Grief»                                                             | 4:08     |  |
| 3.        | «Stronger Than Death»                                                           | 5:02     |  |
| 4.        | «All for You»                                                                   | 3:56     |  |
| 5.        | «Superterrorizer»                                                               | 5:19     |  |
| 6.        | «Phoney Smiles & Fake Hellos»                                                   | 4:33     |  |
| 7.        | «Lost My Better Half»                                                           | 4:44     |  |
| 8.        | «Bored to Tears»                                                                | 4:07     |  |
| 9.        | «A.N.D.R.O.T.A.Z.»                                                              | 4:26     |  |
| 10.       | «Born to Booze»                                                                 | 4:42     |  |
| 11.       | «World of Trouble»                                                              | 5:59     |  |
| 12.       | «No More Tears» (Ozzy Osbourne, Wylde, Randy Castillo, Mike Inez, John Purdell) | 9:14     |  |
| 13.       | «The Beginning... at Last»                                                      | 6:05     |  |

| Disco dos |                                                                   |          |  |
| N.º       | Título                                                            | Duración |  |
| 1.        | «Heart of Gold» (Neil Young)                                      | 3:14     |  |
| 2.        | «Snowblind» (Ozzy Osbourne, Tony Iommi, Geezer Butler, Bill Ward) | 6:59     |  |
| 3.        | «Like a Bird»                                                     | 4:36     |  |
| 4.        | «Blood in the Well»                                               | 4:44     |  |
| 5.        | «The Beginning... at Last» (versión acústica)                     | 4:31     |  |

## Créditos
- Zakk Wylde – guitarra, voz, teclados
- Nick Catanese – guitarra
- Steve Gibb – bajo
- Craig Nunenmacher – batería